# الحملة الإسبانية على جربة (1520)
الحملة الإسبانية على جربة (1520) (بالإسبانية: Jornada de los Gelves (1520)) هي حملة عسكرية إسبانية بقيادة هوغو دي مونكادا على جزيرة جربة التونسية في 1520، انتهت الحملة باستسلام شيخ الجزيرة، وموالاته للإمبراطور تشارلز الخامس.

## خلفية تاريخية
حاول غارثيا ألفاريز دي توليدو إي ثونيغا إبان عهد فرديناند الثاني ملك أراغون الاستيلاء على الجزيرة في 1510. إلا أن حملته باءت بالفشل، فيما عُرف في المصادر الإسبانية باسم كارثة جربة ("Desastre de los Gelves"). أرسل تشارلز الخامس أيضاً حملة فاشلة إلى الجزائر في 1518، وهزم القراصنة هوغو دي مونكادا في معركة بحرية سنة 1519. كانت جزيرة جربة تابعة اسمياً لمُلك أبو عبد الله محمد الرابع المتوكل خليفة إفريقية الحفصية، لكنها كانت في الواقع تحت سيطرة قادة القراصنة عروج بربروس وخير الدين بربروس.
قرر تشارلز الخامس تحضير حملة عسكرية للاستيلاء على الجزيرة والقضاء على تهديد القراصنة في 1519، وتسلم هوغو دي مونكادا قيادة الأسطول ولقب القبطان العام. أُنجزت الاستعدادات في برشلونة وفالنسيا وقرطاجنة ومالقة خلال صيف 1519، وبعد أن اجتمعت السفن في إيبيزا وفورمينتيرا، قضت الشتاء في صقلية. ثم غادرت صوب سواحل تونس في منتصف أبريل 1520. وصل مونكادا إلى جربة بقوة 13 قادس و70 سفينة وما بين 10.000 إلى 13.000 من المشاة.

## المعركة
تحرك الإسبان نحو جربة في 28 مايو بعد نزولهم على بعد حوالي 18 ميلاً من المدينة. هاجم الشيخ بن سعيد شيخ جربة الإسبان بجيش مؤلف من عشرة أو اثني عشر ألفاً من المشاة ومئتان إلى ثلاثمائة من الفرسان. تمكن هوغو دي مونكادا والفرسان الفلمنكيون تحت قيادته من صد خصومهم الذين فروا على الرغم من هزيمتهم في البداية. فقد المدافعون المحليون حوالي 500 رجل في المعركة، بينما فقد الإسبان 200 جندي مشاة و60 فارساً. استأنف جيش مونكادا تقدمه بعدما أخذ قسطاً من الراحة وحصن ضيعة في منتصف الطريق إلى القلعة. بدأ الشيخ المفاوضات، ولم ينتظر قدوم المساعدة من الخليفة في تونس، وسرعان ما استسلم.

## تداعيات الحملة
شيد الإسبان حصناً جديداً على الفور، شغلته حامية إسبانية. في المقابل لم يُجرد شيخ جربة من ممتلكاته، لكنه أصبح أحد موالين إسبانيا، حيث وافق على دفع مبلغ 12.000 فرنك سنوياً وطرد القراصنة من الجزيرة.

## للمزيد من القراءة
- Vida del caballero don Hugo de Moncada y documentos relativos a su vida, in Colección de documentos inéditos para la historia de España, vol. XXIV, 1854
- La Armada Española, desde la unión de los reinos de Castilla y Aragón, Cesáreo Fernández Duro, 1895